# Malé sedlo
Malé sedlo (ok. 1170 m) – przełęcz na północnej stronie Małej Fatry Krywańskiej w paśmie Mała Fatra na Słowacji. Znajduje się w bocznym grzbiecie odchodzącym od wschodniego czuba Koniarek (1525 m) na północ. Grzbiet ten oddziela dolinę Veľká Bránica (po zachodniej stronie) od Vrátnej doliny i jej odnóg (po wschodniej stronie). Malé sedlo znajduje się pomiędzy szczytami Baraniarky (1270 m) i Žitné (1265 m). Wschodnie stoki pod przełęczą wchodzą w skład rezerwatu przyrody Veľká Bránica. Jego granica biegnie granią. Rejon przełęczy jest częściowo skalisty i zalesiony.

## Szlaki turystyczne
Starý dvor – Príslop – Baraniarky – Malé sedlo – Žitné – Veľké sedlo – Kraviarske – Sedlo za Kraviarskym – Chrapáky – Snilovské sedlo.